# ジョプリン (ミズーリ州)

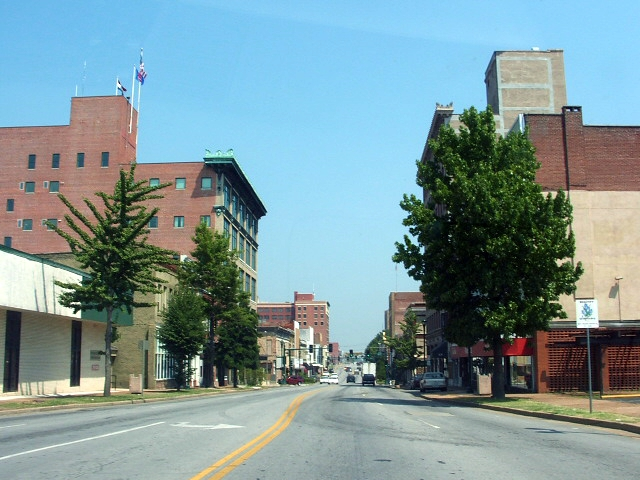
ジョプリンのメインストリート

ジョプリン（Joplin）は、アメリカ合衆国ミズーリ州のジャスパー郡にある都市。人口は5万1762人（2020年） 。市域の一部はニュートン郡に入っている。ジョプリン都市圏はオクラホマ州のオタワ郡を含む3郡に及んでいる。
古くは鉛鉱業で栄えた。第二次世界大戦後に鉱山の閉鎖が相次ぎ、一旦は寂れるが、州南西部の拠点都市としての役割を担うようになり経済は安定していた。しかし、2011年5月に発生したEF5の竜巻が市街地を直撃し、町は壊滅状態となった。この竜巻による死者は162人、倒壊家屋は8400棟以上に上った。単一都市としての犠牲者数としては最悪の数値である。これにより連邦政府は緊急事態宣言を行い、赤十字は全米に募金を呼びかけるなどした。

## 歴史
南北戦争の開戦以前には、ジョプリン周辺では鉛の鉱脈が発見されていた。しかし、ジョプリンが発展し始めたのは南北戦争後のことであった。1873年頃には、ジョプリン周辺には鉛の採掘のためにキャンプが張られ、住民のジョン・C・コックス（John C. Cox）によって都市計画が出されていた。
コックスは近くを流れる小川にちなんで、村をジョプリン・シティ（Joplin City）と名付けた。このジョプリンという小川の名そのものは、19世紀中頃にこの地にメソジスト教会を設立したハリス・G・ジョプリン牧師（Harris G. Joplin）からつけられたものであった。やがてジョプリン・シティは対岸のマーフィーズバーグ（Murphysburg）と合併するが、この合併は違法であったため、すぐに解消された。しかしそのすぐ後に再び合併し、ジョプリン市となった。
19世紀末頃には、ジョプリンは地域一帯の中心都市となるまでに発展した。メイン・ストリート（Main Street）沿いでは建設ラッシュが起こり、バーやホテルが次々と開店し、周辺には民家が建ち並ぶようになった。また、ジョプリンは州南西部におけるトロリー・鉄道交通の拠点ともなっていった。やがてジョプリンは世界の鉛・亜鉛の首都、と言われる鉱業都市へと発展していった。
しかし第二次世界大戦後、ジョプリンの繁栄を支えた鉱山は次々と閉鎖になった。人口は伸び悩み、街は寂れていった。1960年代から70年代にかけては、「都市再開発」の名のもとに、歴史的なダウンタウンの160,000m²にも及ぶ広いエリアが取り壊しの憂き目にあった。現在ジョプリンに残っている歴史的な建物の中には、国の史跡（National Register of Historic Places）に指定されているものも多い。ジョプリンの歴史的な建物の中には次のようなものがある。
- ハウス・オブ・ローズ（House of Lords）
- コンノール・ホテル（Connor Hotel）
- キーストーン・ホテル（Keystone Hotel）
- ニューマン商業店（Newman Mercantile Store）
- フリスコ・ディーポ（Frisco Depot）
- ユニオン・ディーポ（Union Depot）
- スコティッシュ・ライト大聖堂（Scottish Rite Cathedral）
- リバティ・ビルディング（Liberty Building）
- フォックス・シアター（Fox Theatre）
- クリスタル・ケイブ（Crystal Cave）

1990年代に入ると、ジョプリンやその周辺部は再び成長を始めた。現在、ジョプリンは4州にまたがるフォー・ステート・エリア（Four State Area）の中心都市として発展している。

## 地理
ジョプリンは北緯37度4分40秒 西経94度30分40秒 / 北緯37.07778度 西経94.51111度（37.077760, -94.511024）に位置している。同市はミズーリ・カンザス・オクラホマ・アーカンソーの4州にまたがる、フォー・ステート・エリア（Four State Area）の中心都市である。カンザス州境から約11km（7マイル）、オクラホマ州境から約16km（10マイル）、アーカンソー州境からは約88km（55マイル）に位置している。
アメリカ合衆国統計局によると、ジョプリン市は総面積81.6km²（31.5mi²）である。このうち81.4km²（31.4 mi²）が陸地で0.2km²（0.1mi²）が水域である。総面積の0.25%が水域となっている。

### フォー・ステート・エリア
ジョプリンはフォー・ステート・エリア（The Four-State Area）と呼ばれる地域における経済・文化の中心都市である。その名の通りこの地域は4州、ミズーリ州南西部、カンザス州南東部、オクラホマ州北東部、とアーカンソー州北西部にまたがっている。
正式にはジョプリン都市圏はミズーリ州内、ジャスパー郡とニュートン郡に限られている。しかし、行政・ビジネス・メディアのいずれにおいても、フォー・ステート・エリアがより重視されている。
ジョプリンは国の地理重心に近いこともあって、同市に本社を置くCFIをはじめとした流通業が発達している。また、イーグル・ピッチャー・インダストリーズ社（Eagle-Picher Industries）やF.A.G.ベアリングス社（F.A.G. Bearings）、さらにはフォーチュン500に入る企業であるレゲット・アンド・プラット社（Leggett & Platt）もジョプリンを中心としたこの地域内に本社を置いている。

## 交通
ジョプリンの玄関口となる空港は市の北約7kmに位置するジョプリン地域空港（Joplin Regional Airport）である。
ジョプリン市内にはカンザス・シティ・サザン鉄道（Kansas City Southern Railroad、KCSとも）をはじめ、BNSF鉄道の支線やミズーリ・アンド・ノーザン・アーカンソー鉄道（Missouri and Northern Arkansas Railroad、MNAとも）が通っている。かつては鉄道交通の拠点であったが、市の鉱工業の衰退とともにその多くが廃線となった。1960年代以降、旅客鉄道はジョプリンを経由していない。市内のユニオン・ディーポ（Union Depot）は現在でもKCSの本線にあり、修復に尽力している。
市の南には州間高速道路I-44が通っている。I-44はかつて国道66号線のバイパスとして建設された有料道路が州間高速道路に転じたもので、セントルイスとオクラホマシティを結んでいる。また、市の東を通っている国道71号線は、将来的には州間高速道路I-49に格上げすることが提案されている。既にカンザスシティ・アーカンソー州フォートスミス間では4車線化がなされ、高速道路規格の道路となっている。なお、現在I-49はルイジアナ州内の高速道路となっている。

### 主な都市への距離
- スプリングフィールド (ミズーリ州): 112km（70マイル）
- フォートスミス: 166km（103マイル）
- タルサ: 175km（109マイル）
- カンザスシティ: 241km（150マイル）
- オクラホマシティ: 344km（214マイル）
- ウィチタ: 344km（214マイル）
- セントルイス: 451km（280マイル）
- リトルロック: 571km（355マイル）

## 人口動勢
以下は2000年国勢調査における人口統計データである。
| 基礎データ - 人口: 45,504人 - 世帯数: 19,101世帯 - 家族数: 11,517家族 - 人口密度: 559.2人/km²（1,448.4人/mi²） - 住居数: 21,328軒 - 住居密度: 262.1軒/km²（678.9軒/mi²） 人種別人口構成 - 白人: 91.44% - アフリカン・アメリカン: 2.67% - ネイティブ・アメリカン: 1.53% - アジア人: 0.74% - 太平洋諸島系: 0.04% - その他の人種: 0.98% - 混血: 2.59% - ヒスパニック・ラテン系: 2.51% 年齢別人口構成 - 18歳未満: 23.2% - 18-24歳: 13.5% - 25-44歳: 27.3% - 45-64歳: 20.3% - 65歳以上: 15.6% - 年齢の中央値: 35歳 - 性比（女性100人あたり男性の人口） - 総人口: 90.4 - 18歳以上: 86.0 | 世帯と家族（対世帯数） - 18歳未満の子供がいる: 27.5% - 結婚・同居している夫婦: 44.4% - 未婚・離婚・死別女性が世帯主: 12.3% - 非家族世帯: 39.7% - 単身世帯: 32.4% - 65歳以上の老人1人暮らし: 12.5% - 平均構成人数 - 世帯: 2.28人 - 家族: 2.89人 収入と家計 - 収入の中央値 - 世帯: 30,555米ドル - 家族: 38,888米ドル - 性別 - 男性: 28,569米ドル - 女性: 20,665米ドル - 人口1人あたり収入: 17,738米ドル - 貧困線以下 - 対人口: 14.8% - 対家族数: 10.5% - 18歳未満: 18.8% - 65歳以上: 9.4% |

## 出身者
- ラングストン・ヒューズ - 詩人・作家
- ヘール・アーウィン - プロゴルファー
- ダレル・ポーター - メジャーリーグ選手
- ジェイミー・マクマレー - レーシングドライバー
- デニス・ウィーバー - 俳優
- ロバート・カミングス - 俳優
- ネヴァー・シャウト・ネヴァー - ミュージシャン